# Argirèstids
Els argirèstids (Argyresthiidae) són una família de lepidòpters ditrisis de la superfamília dels iponomeutoïdeus (Yponomeutoidea).

## Gèneres
La família Argyresthiidae inclou 4 gèneres i 157 espècies.
- Argyresthia Hübner, [1825]
- Eucalliathla Clarke, 1967
- Paraargyresthia Moriuti, 1969
- Socifera Liu & Li, 2022